# Йозеф Франц фон Райнах
Йозеф Франц Хартман фон Райнах (на немски: Joseph Franz Hartmann von Reinach; * 12 април 1664 в Прунтрут, кантон Юра; † 30 януари 1729 в Хирцбах при Алткирх, Елзас) е фрайхер от род Райнах от Ааргау в северна Швейцария.
Той е син на фрайхер Ханс Диболд фон Райнах-Хирцбах (1625 - 1678) и съпругата му фрайин Анна Мария Ева фон Райнах (1629 - 1702), дъщеря на Вилхелм  фон Райнах († пр. 1646) и София трушсес фон Волхаузен († 1651). Внук е на Мелхиор фон Райнах († 1654) и Урсула фон Райнах († 1598). Роднина е на Йохан Конрад фон Райнах-Хирцбах (1657 – 1737), княжески епископ на Базел (1705 – 1737). Той има две сестри София Урсула (1651 – 1715), омъжена за фрайхер Ернст Фридрих фон Андлау (1627 - 1697), и Франциска Йохана Аполония Жозефа (1651 – 1685), омъжена за граф Беат Алберт Игнац де Туилирес (1647 - 1725).  
Император Фердинанд II издига през 1635 г. Ханс Хайнрих IX фон Райнах (1589 – 1645), губернатор на Регенсбург, и братята му на имперски фрайхер.
Също френският крал Луи XV признава през 1773 г. на всички членове на фамилията титлата фрайхер/барон. През 18 век някои от рода стават имперски князе.

## Фамилия
Йозеф Франц фон Райнах се жени 1704 г. за фрайин Мария Анна фон Зикинген-Хоенбург (* кръстена на 29 юни 1678 в Ебнет, част от Фрайбург; † 27 септември 1735, Ватвайлер), сестра на Казимир Антон фон Зикинген (1684 – 1750), княжески епископ на Констанц (1743 – 1750), дъщеря на фрайхер Франц Фердинанд фон Зикинген-Хоенбург (1638 – 1687) и фрайин Мария Франциска Кемерер фон Вормс-Далберг (1648 – 1697), дъщеря на Волфганг Хартман Кемерер фон Вормс-Далберг († 1654) и Мария Ехтер фон Меспелбрун (1621 – 1663). Те имат една дъщеря:
- Анна Мария Паулина фон Райнах (* 7 юни 1708, дворец Хирцбах, Елзас, Гранд Ест; † 7 декември 1731, дворец Мерсбург), омъжена на 25 октомври 1727 г. в Прунтрут за фрайхер Лотар Филип Лудвиг Хартман Шенк фон Щауфенберг (* 8 юли 1694, Вюрцбург; † 12 октомври 1758, Дилинген), син на Йохан Вернер Шенк фон Щауфенберг (1654 – 1717) и фрайин Мария София Елизабет фон Розенбах (1672 – 1711).